# Harat Hurajk
Harat Hurajk (arab. ‏حارة حريك‎) – jedno z osiedli bejruckiej Dahiji, formalnie podlegające pod dystrykt Kada Babda. 

## Historia
Pierwotnie wioska rolnicza, przekształciła się w osiedle typowo miejskie pod wpływem osiedlających się w niej uchodźców z południowej części kraju.
Podczas wojny o obozy (1985–1987) szyiccy bojownicy z ruchu Amal zabili na nim trzynastu palestyńskich cywilów.
Tak jak cała Dahija, osiedle Harat Hurajk jest uznawane za jedną z baz Hezbollahu i z tego powodu zostało poważnie zniszczone przez Siły Obronne Izraela podczas II wojny libańskiej (2006). Od tego wydarzenia pochodzi nazwa izraelskiej doktryny polegającej na planowym niszczeniu infrastruktury cywilnej w celu wywarcia nacisku na wrogie siły.
20 września 2024 wskutek nalotu izraelskiego F-35 w Harat Hurajk zginął dowódca sił specjalnych Hezbollahu Ibrahim Akil.